# 秋田市立旭北小学校
秋田市立旭北小学校（あきたしりつ きょくほくしょうがっこう）は、秋田県秋田市山王にある公立小学校。学校区は、秋田市中央部、おおむね、秋田停車場線を中心に旭川西岸地域である。  

## 概要
1887年創立の伝統校。山王の一部、高陽、大町などを学区とする。秋田市中心部に位置しており、様々なイベントの会場校になることが多い。ほとんどの生徒が、隣接する秋田市立山王中学校に進学する。
- 敷地面積：13,276m2
- 校舎面積：4,861m2
- 屋内運動場面積：1,092m2
- 屋外運動場面積: 6,400 m2

## 教育目標
- 可能性を信じ、共に輝く子どもの育成
  - 思いやりの心をもち、共に高め合う子ども
  - 分かる、できることに喜びを感じ、自ら学ぶ子ども
  - 進んで人のためになろうとする子ども
  - たくましく最後まで頑張り抜く子ども

## 沿革
以下、注釈の無い項目は学校の公式サイトの情報によるもの。
- 1872年（明治5年）8月2日 - 学制発布、寺町・久成・田中・遐邇 三省・菊街・河陽等の数校が創設。
- 1885年（明治18年）1月1日 - 数校を旭北・旭南の2校に統合。
- 1887年（明治20年）9月16日 - 本校創立、豊島町に大校舎新築、旭北・旭南を合わせて旭小学校とする。
- 1938年（昭和13年）8月30日 - 豊島町から現位置に校舎を移転。
- 1939年（昭和14年）4月1日 - 校章改正、新校旗を樹立。
- 1941年（昭和16年）4月1日 - 国民学校令により、秋田市立旭北国民学校と改称
- 1947年（昭和22年）
  - 4月1日 - 学制改革により、秋田市立旭北小学校と改称。
  - 5月19日- 秋田市立旭北小学校PTAを結成。
- 1960年（昭和35年）7月7日 - プール完工し、水泳指導開始。
- 1966年（昭和41年）2月26日 - 創立80周年と校舎完工の両記念式典挙行。
- 1968年（昭和43年）11月27日 - 全国学校給食大会にて文部省表彰受賞。
- 1970年（昭和45年）7月18日 - 浄化装置と更衣室付プール完成。
- 1985年（昭和60年） - 創意工夫成功労学校として科学技術長官賞受賞。
- 1987年（昭和62年）10月4日 - 創立100周年記念式典挙行。
- 1988年（昭和63年） - 西ドイツパッサウ市ノイシュティフト小学校を親善交流訪問。
- 1992年（平成4年）4月5日 - 校舎増築工事開始。
- 1993年（平成5年）
  - 3月24日 - 校舎増改築工事終了。
  - 11月30日 - グラウンド築造工事終了。
- 1994年（平成6年）11月19日 - 校舎竣工記念式典挙行。
- 1997年（平成7年）9月7日 - ランチルームオープン。
- 1999年（平成11年）
  - 2月10日 - 創立110周年記念式典挙行。
  - 3月30日 - 全国ミニバスケットボール大会優勝。
- 2000年（平成12年） - アメリカキナイ半島郡青少年交流団来校。
- 2006年（平成18年）10月7日 - 30人31脚秋田大会で6年1組優勝、全国大会出場。
- 2007年（平成19年）
  - 11月2日 - 学校創立120周年記念式典挙行し、学習発表会開催。
  - 11月21日 - 優良PTA文部科学大臣表彰。
- 2008年（平成20年） - (財)齋藤憲三顕彰会 研究奨励賞（銅賞）。
- 2010年（平成22年） - ソニー子ども科学教育プログラム優秀プログラム賞受賞。
- 2012年（平成24年） - 第10回全日本ホームページ大賞秋田県最優秀校。
- 2017年（平成29年）10月28日 - 創立130周年記念式典挙行し、学習発表会と祝賀会開催。

## 部活動
- 器楽部

## スポーツ少年団
- サッカー
- バスケットボール男女[3]

## 主な進学先
- 秋田市立山王中学校

## 周辺
- 秋田市旭北児童館 - 同一敷地内。
- 秋田市立山王中学校 - 敷地が隣接し、かつ主な進学先中学校。
- 秋田市立山王第一街区公園
- 学校法人わかば会わかば幼稚園 - 進学前幼稚園のひとつ。
- 秋田県庁
  - 本庁舎
  - 第二庁舎 - 第二庁舎が学校に近い。
- 秋田県警察本部
  - 本庁舎
  - 第二庁舎
  - 機動捜査センター
- 秋田銀行
  - 本店営業部
  - 事務センター
- 東北電力ネットワーク秋田電力センター
- 秋田市役所
- 秋田県秋田地方合同庁舎
- 秋田県市町村会館

## アクセス
- 秋田中央交通
  - 「旭北前」停留所から、徒歩約290m・約5分
    - 停車系統は、152・153系統新港線、700・701系統川尻割山線。

  - 「長崎屋バスターミナル」停留所から、徒歩約360m・約6分。
    - 停車系統は、上述の系統に加え、142系統中央交通線、301系統太平線、341系統赤平線、511系統仁井田御所野線。
- 羽後交通急行秋田本荘線で、
  - 「長崎屋前」停留所（秋田駅前行）から、徒歩約215m・約3〜4分。
  - 「山王三丁目」停留所（羽後本荘駅前行）から、徒歩約190m・約3分。

## 著名出身者
- 石山泰稚 - プロ野球、東京ヤクルトスワローズ投手
- 齋藤正直 - 専修大学硬式野球部監督、川崎製鉄千葉元監督
- 杉本天昇 - バスケットボール選手
- 山田透 - 元ニッポン放送アナウンサー・現フリーアナウンサー

## 学区内周辺

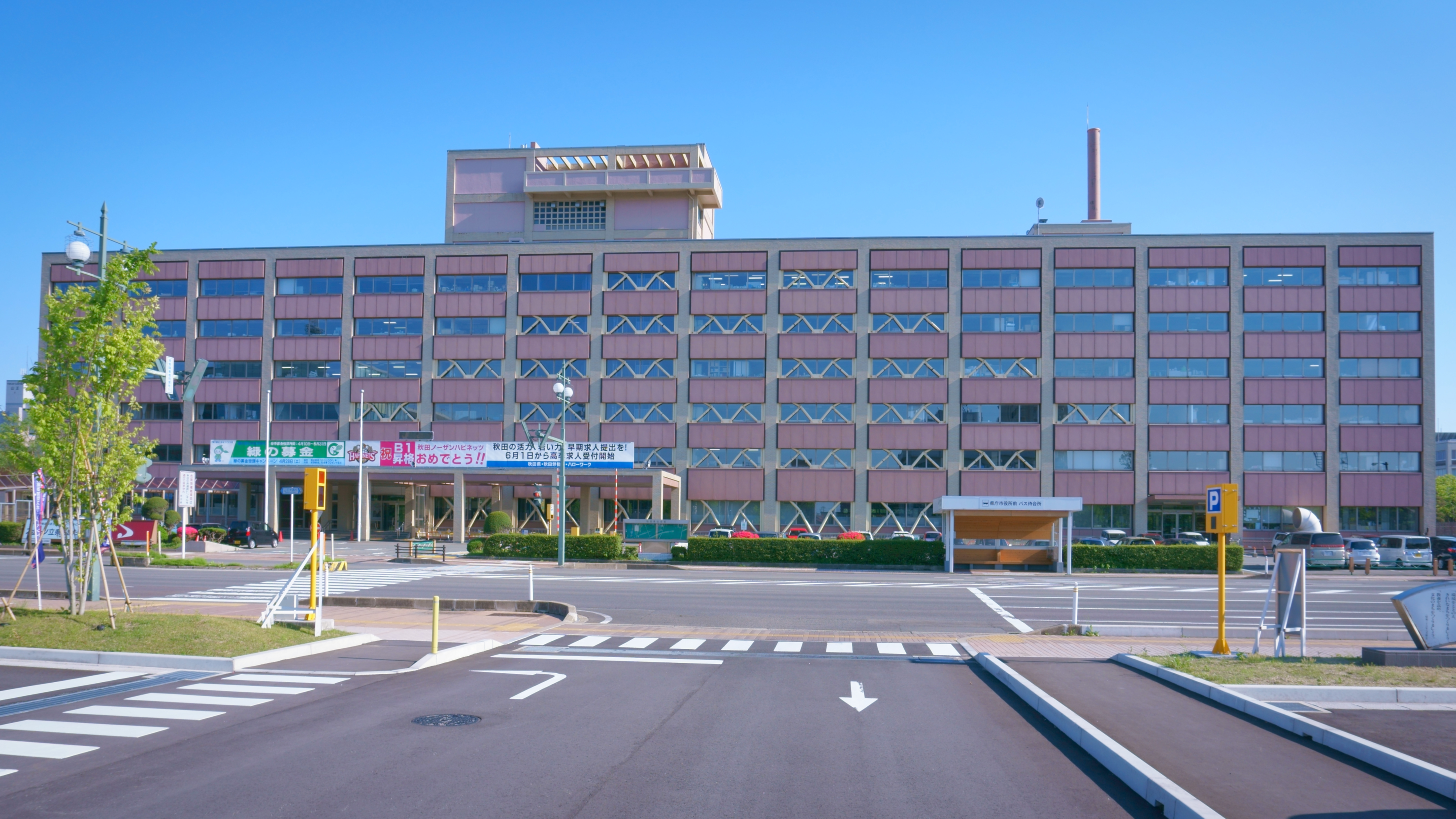
秋田県庁
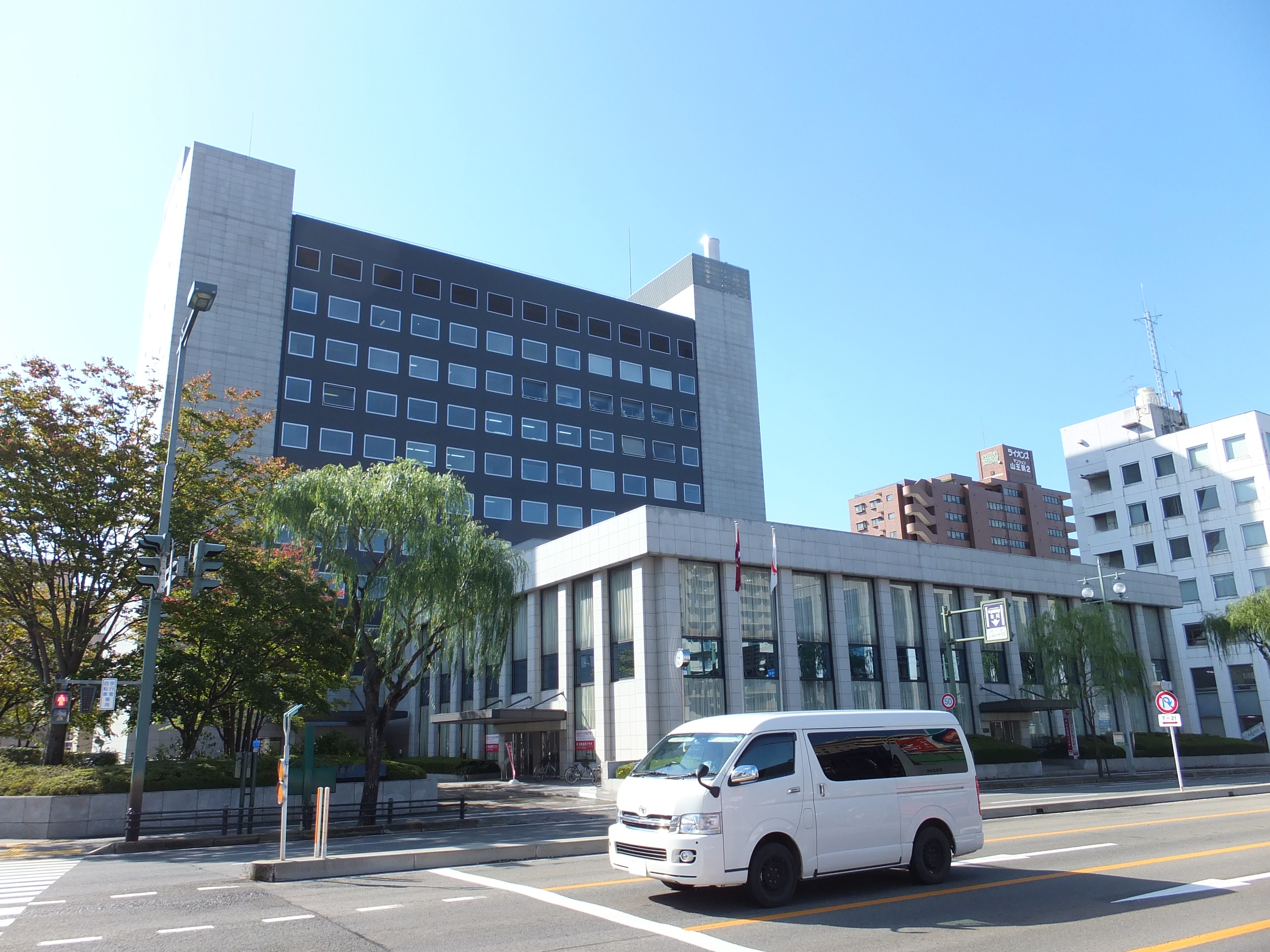
秋田銀行本店
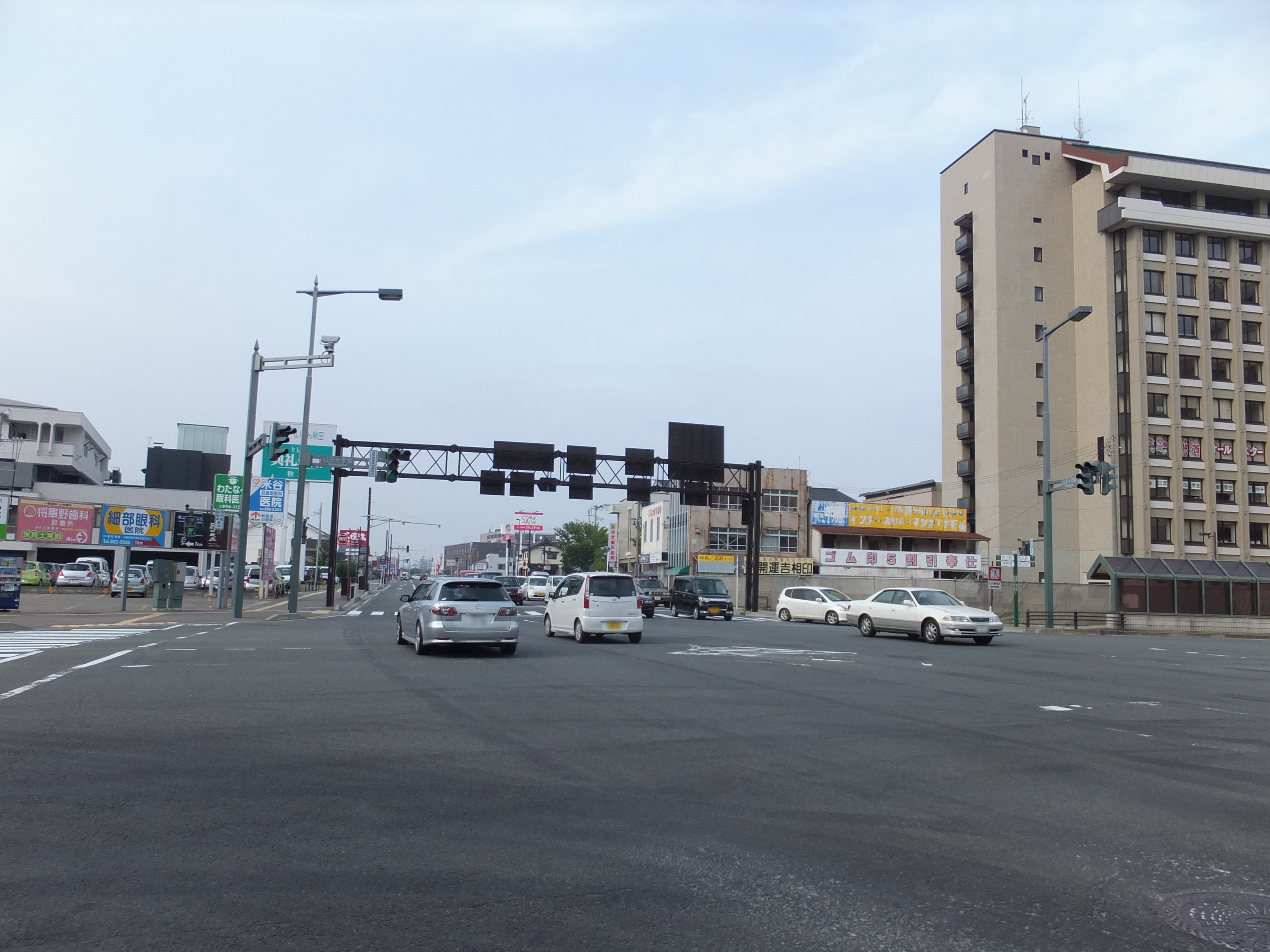
山王十字路
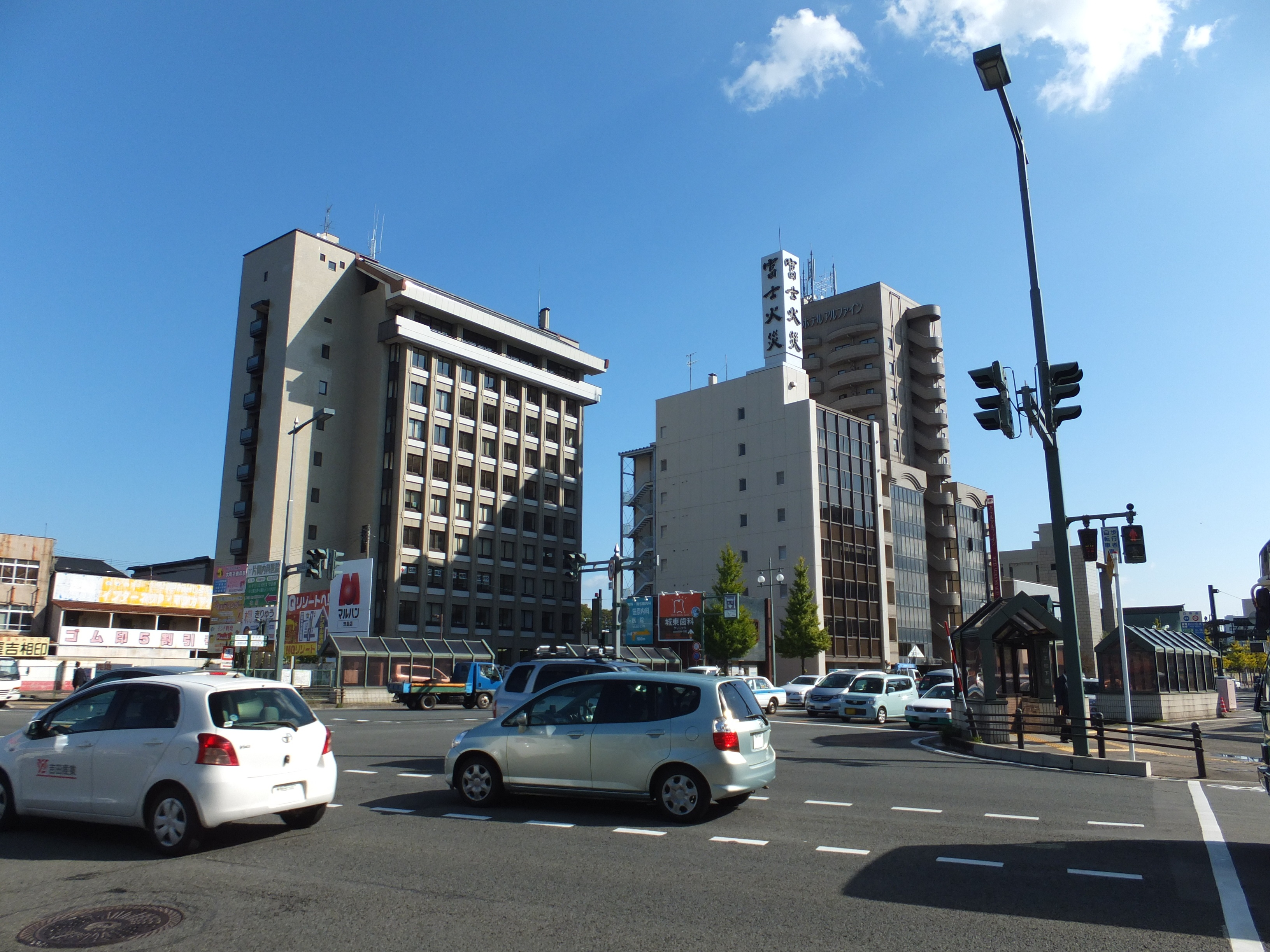
山王十字路
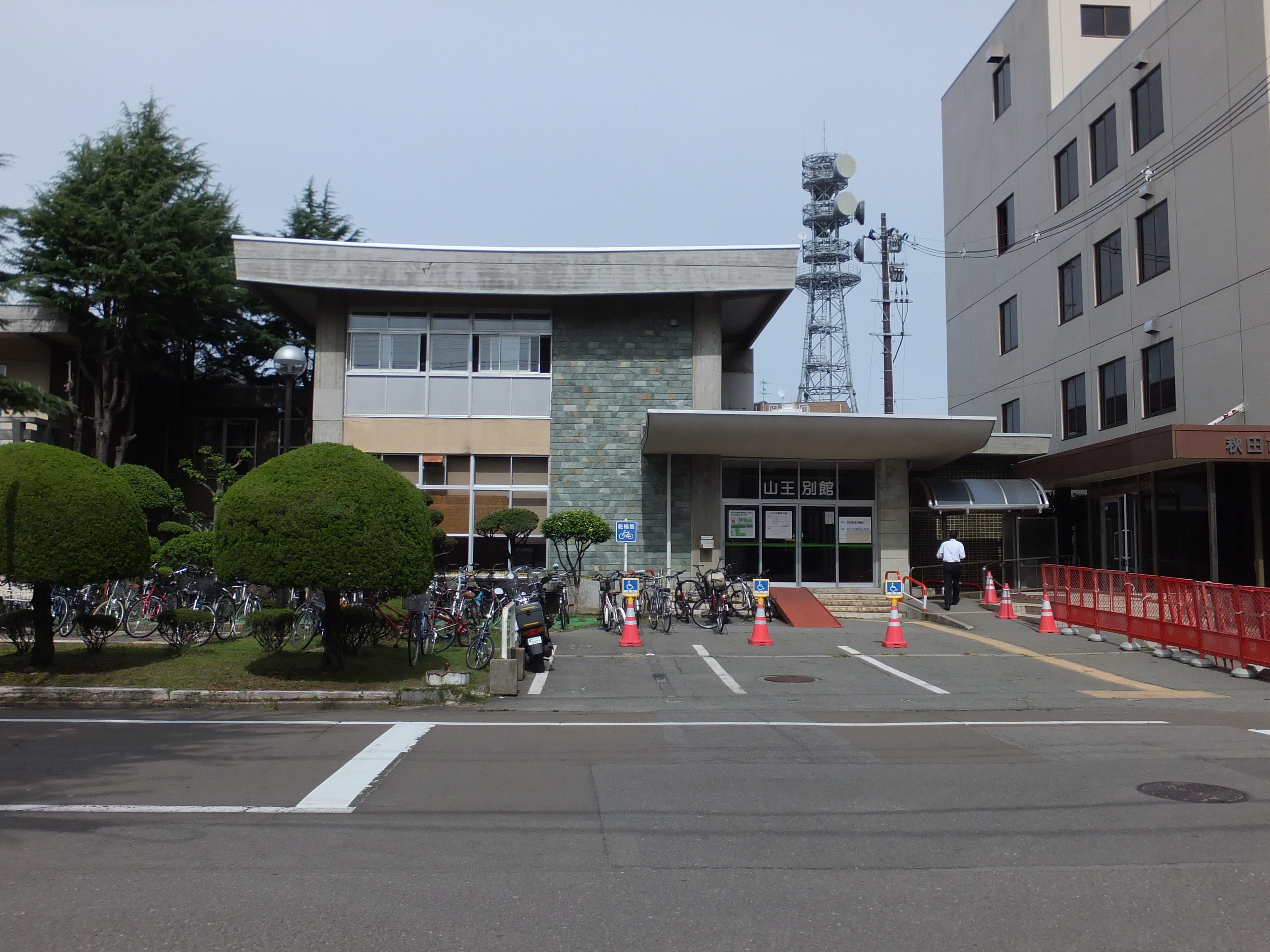
秋田市役所山王別館
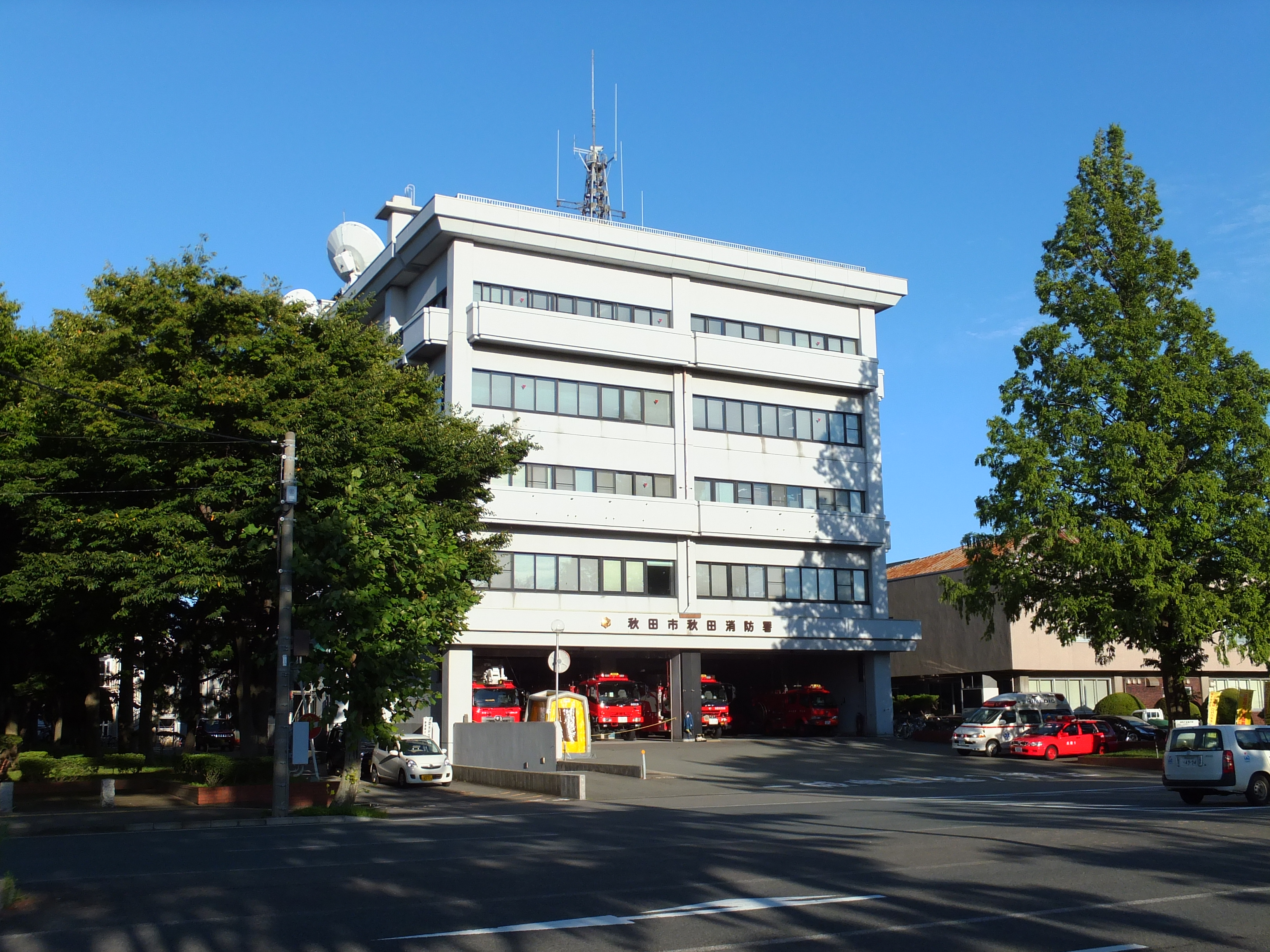
秋田市消防本部
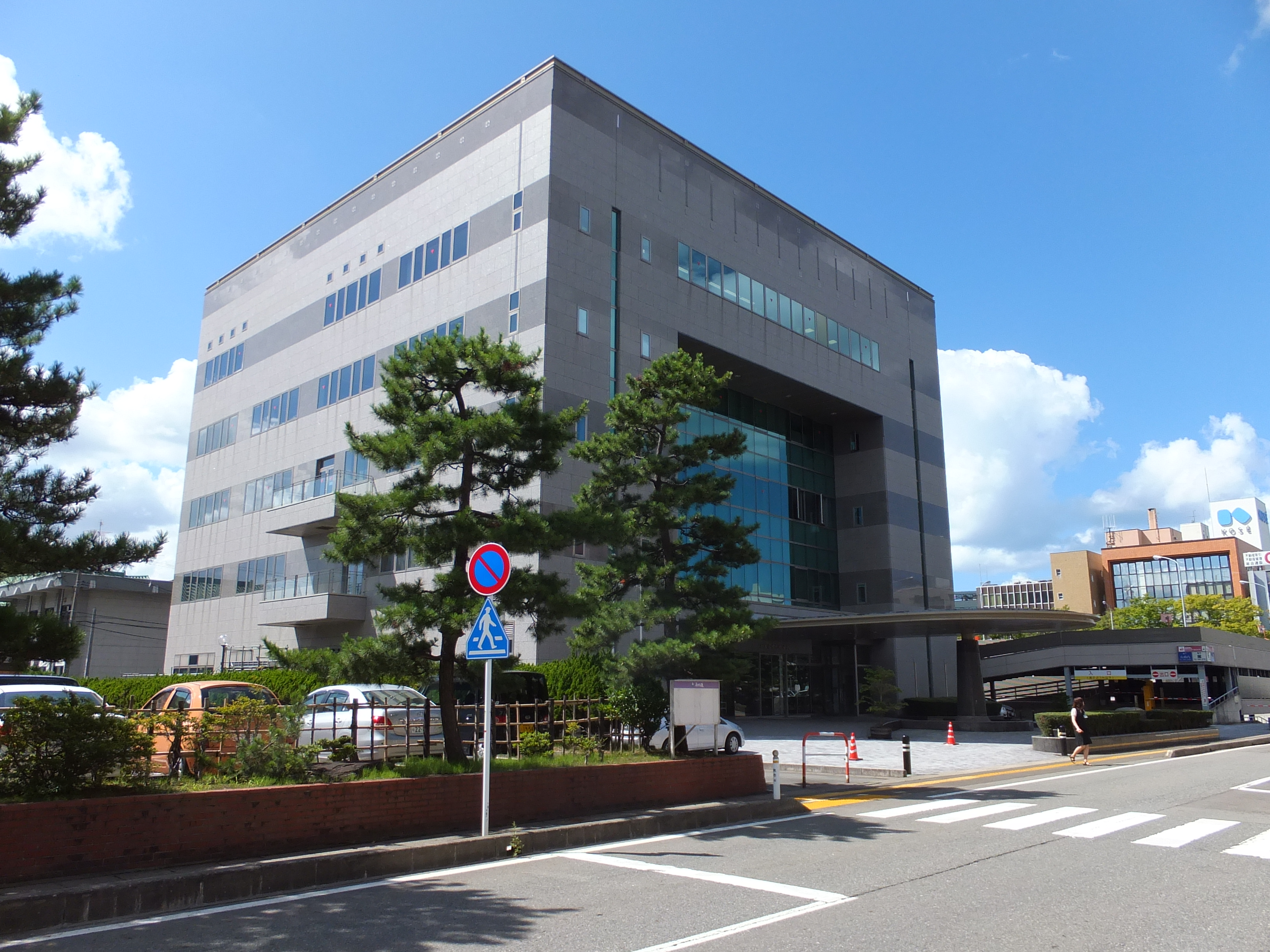
秋田県市町村会館
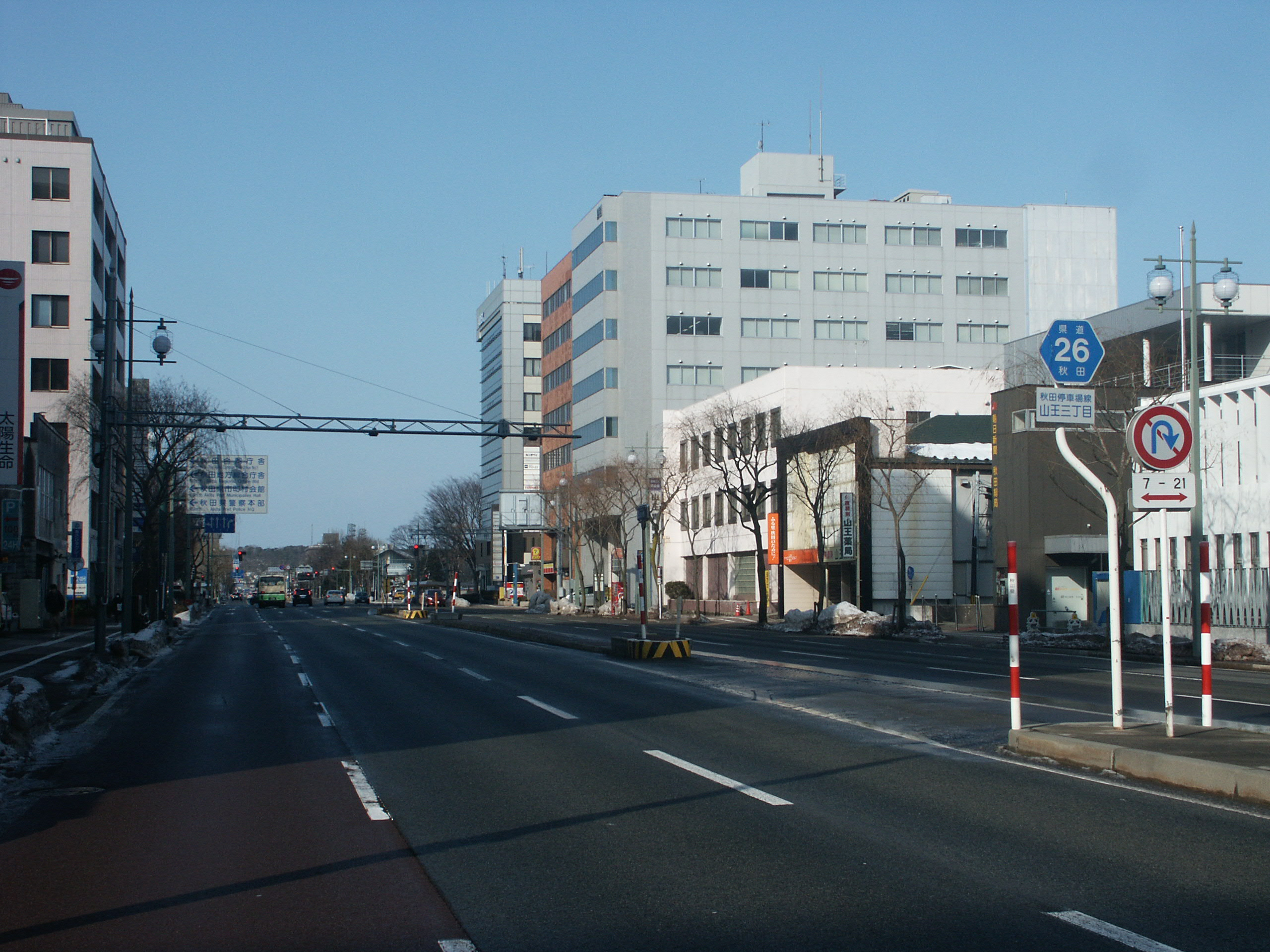
秋田市山王三丁目
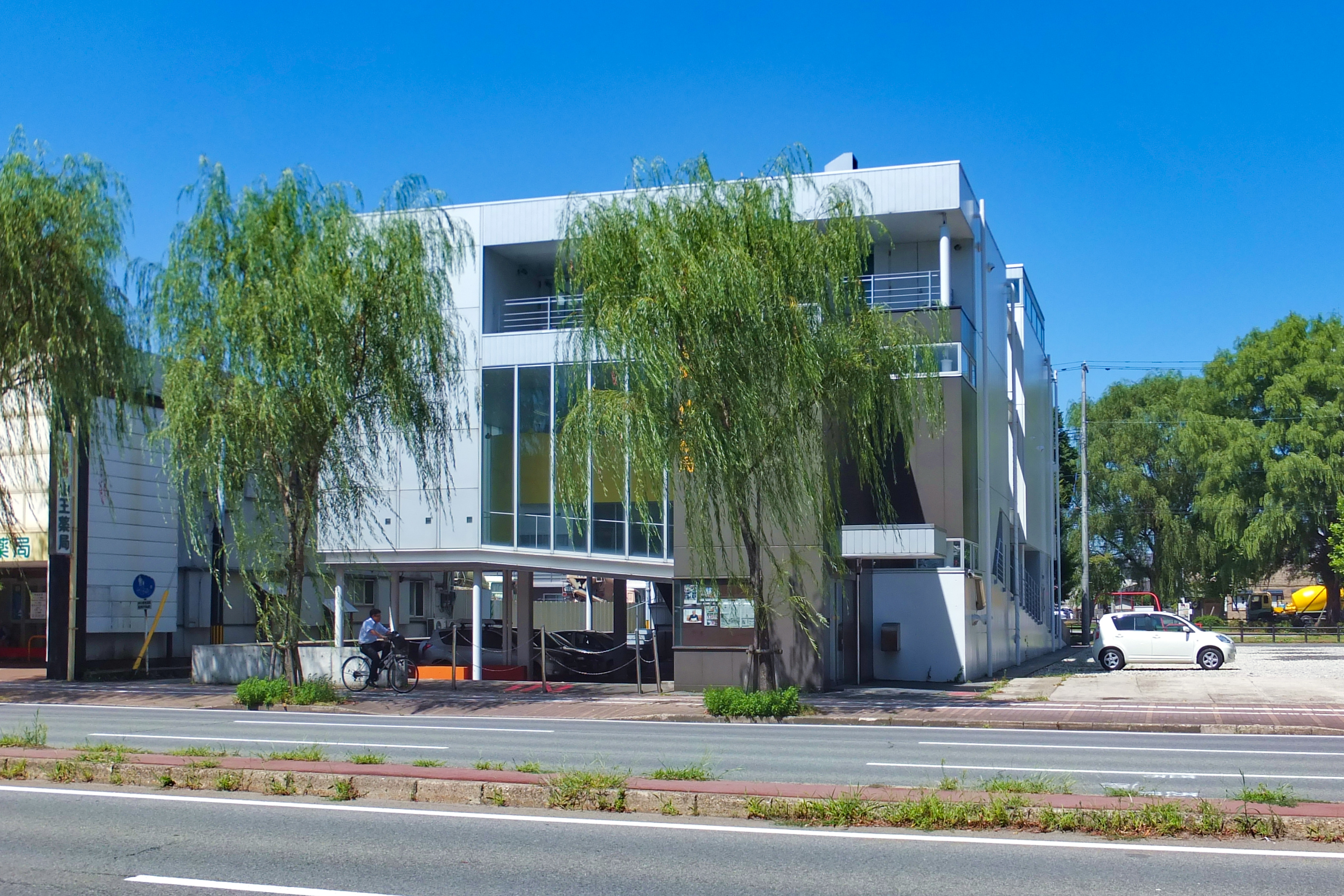
朝日新聞秋田総局
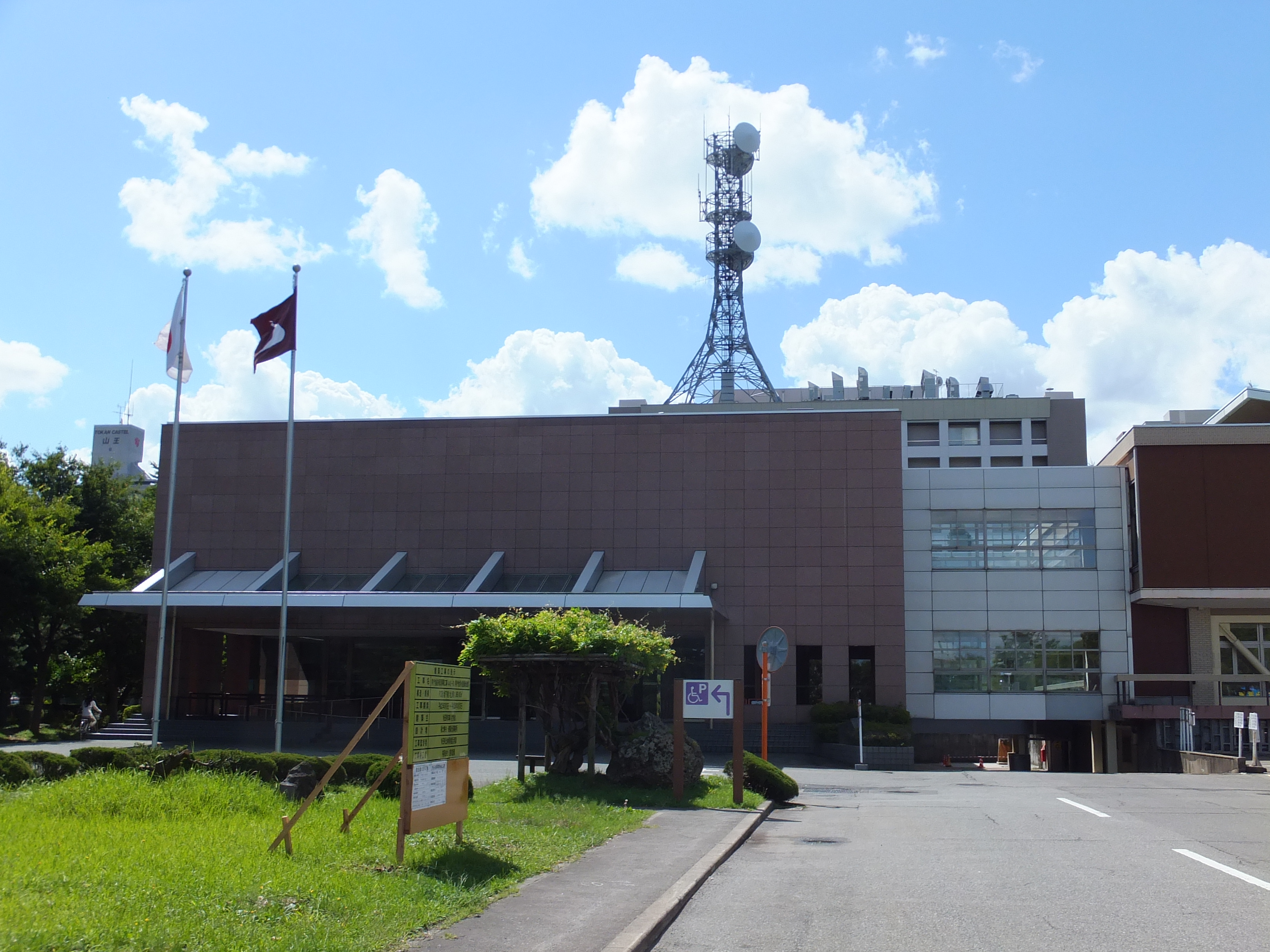
秋田県議会庁舎・新館
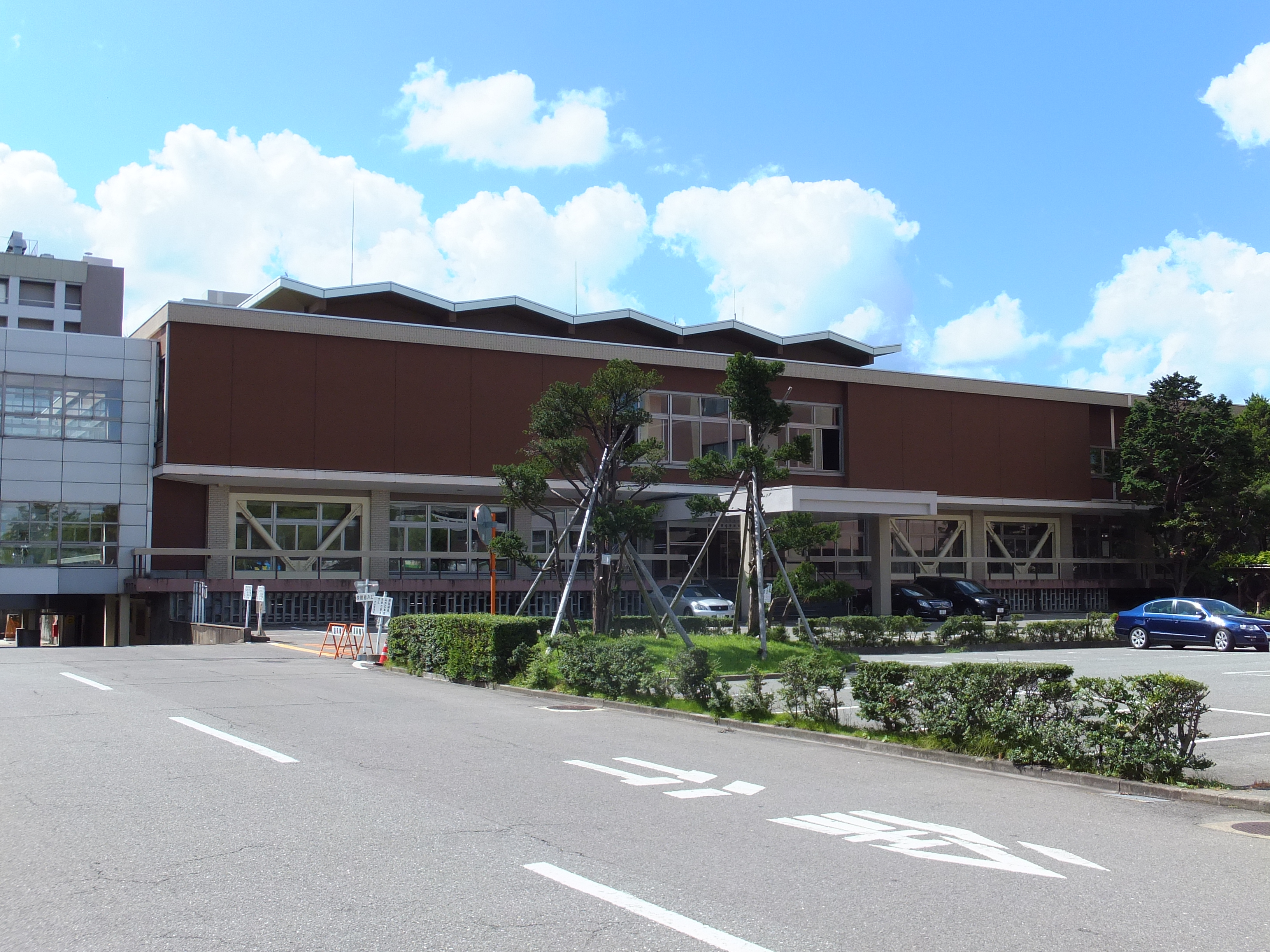
秋田県庁議会棟
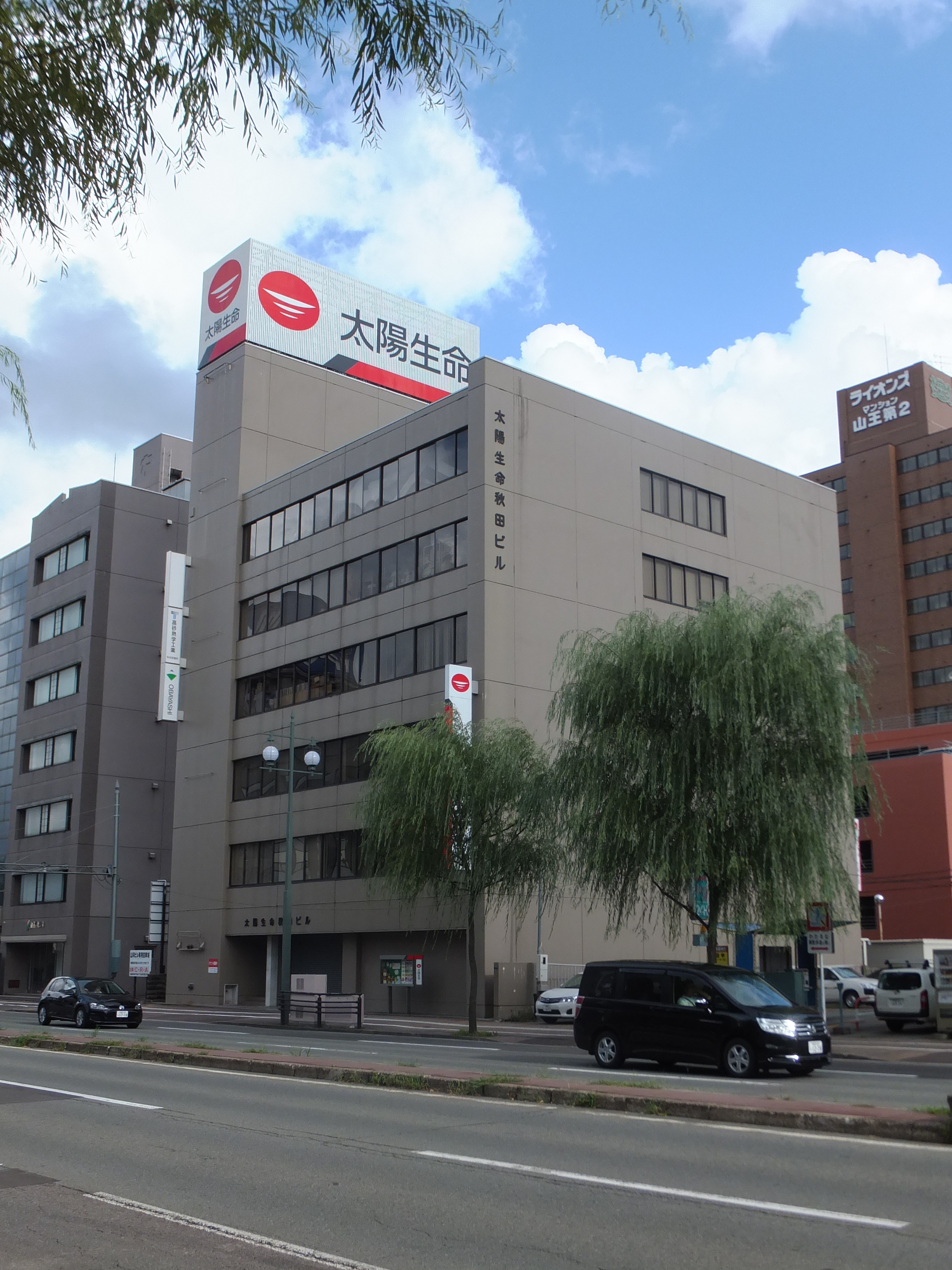
太陽生命秋田ビル
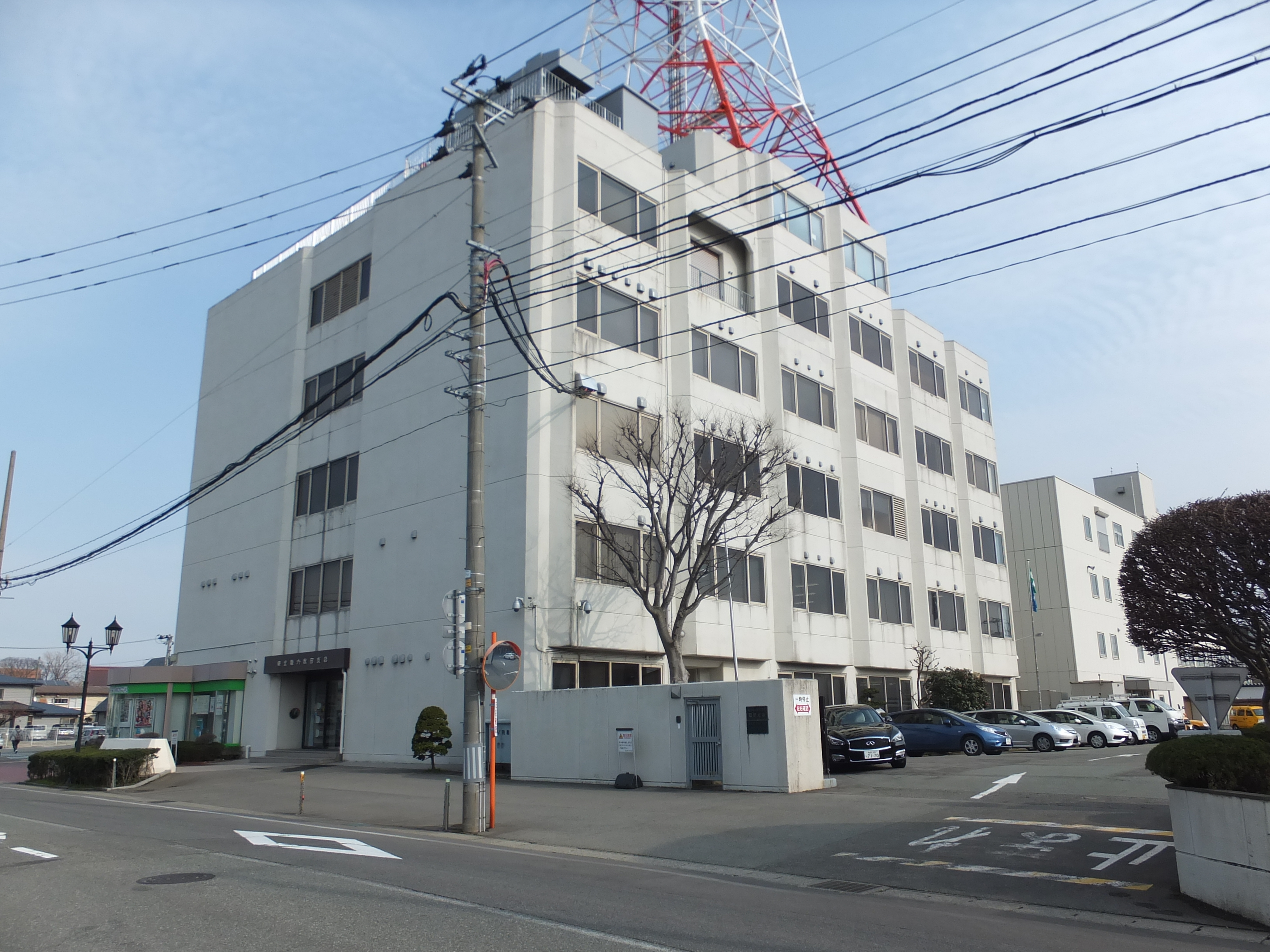
東北電力秋田支店
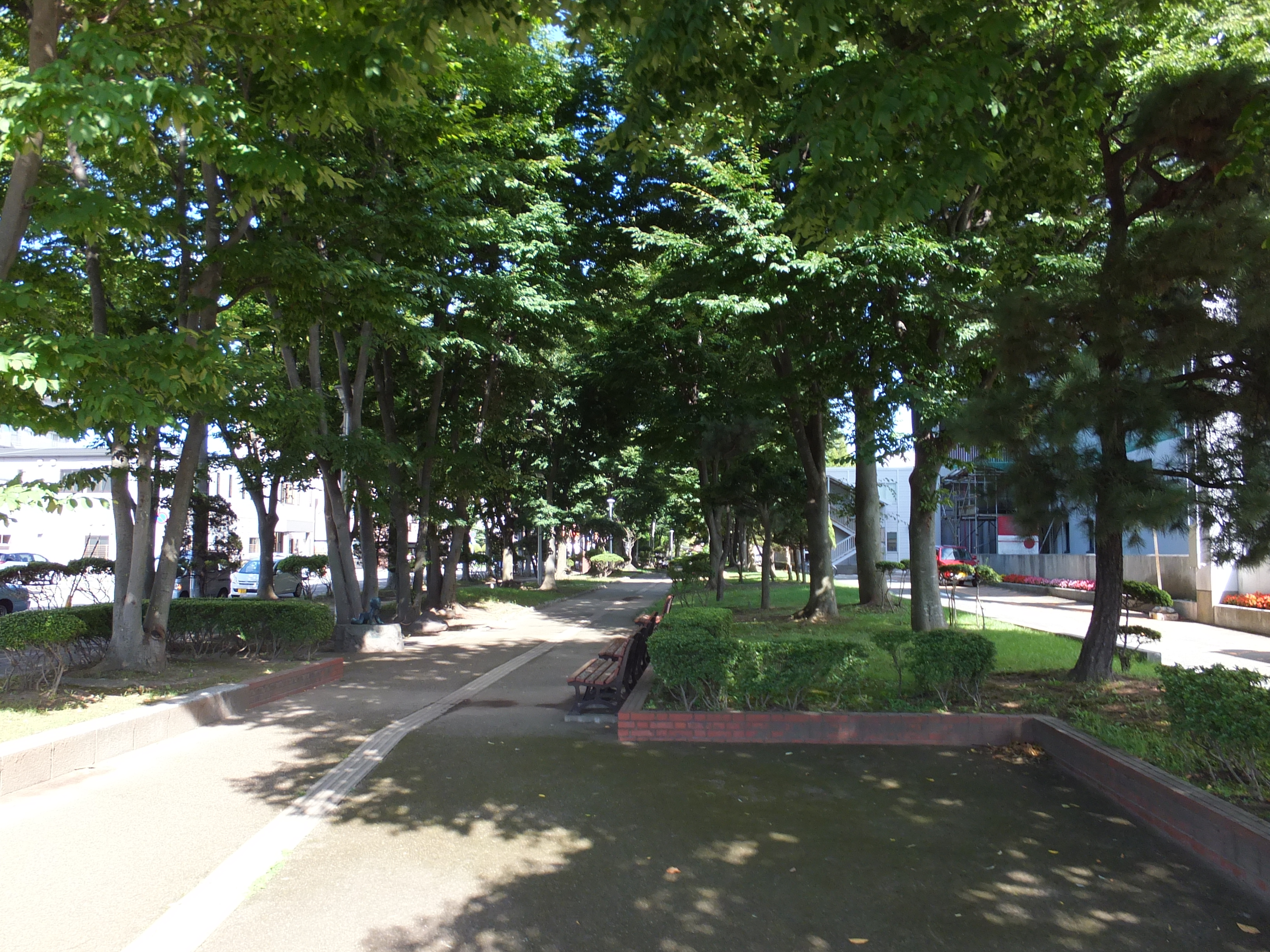
山王官公庁緑地
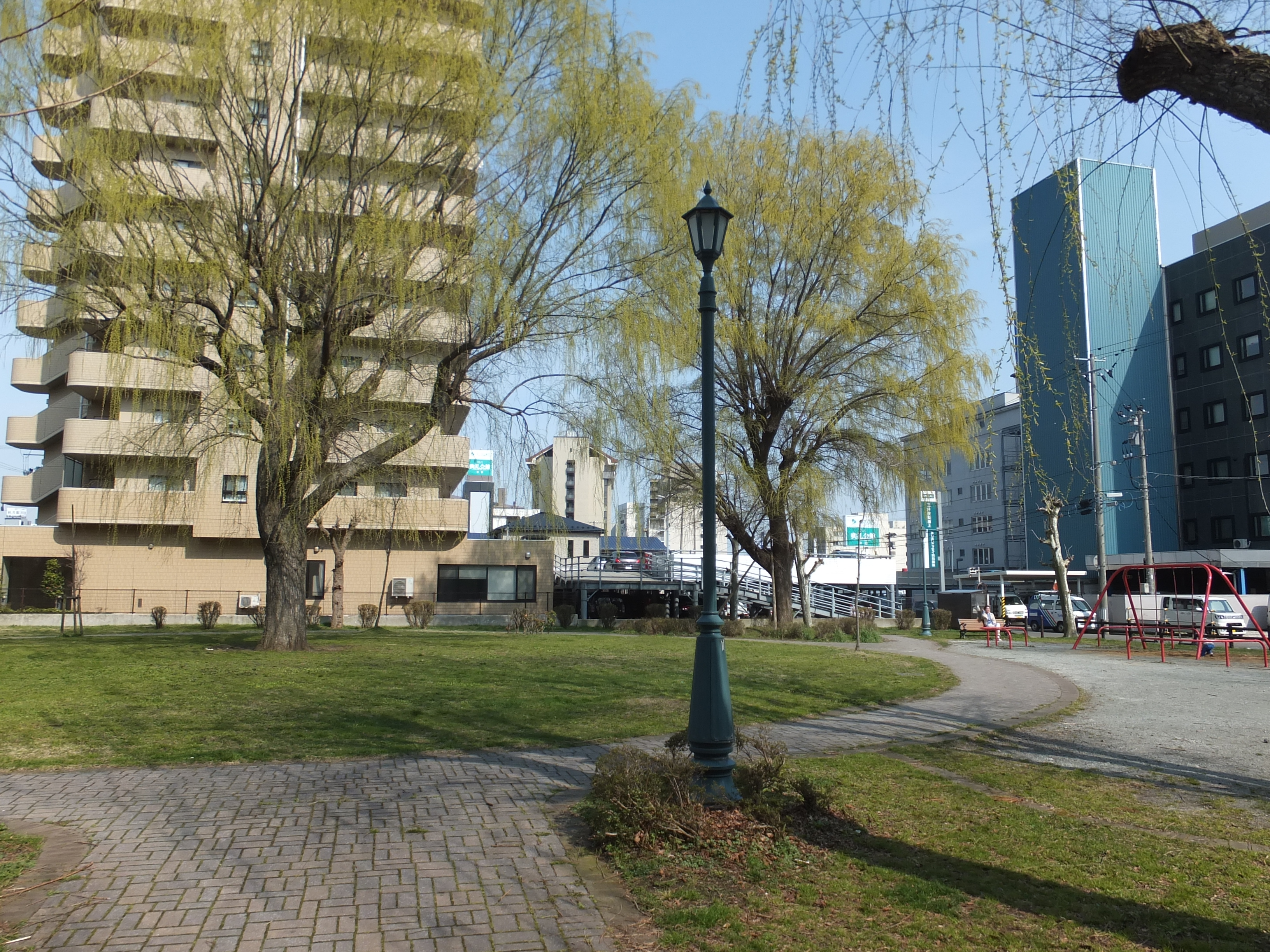
山王第2街区公園
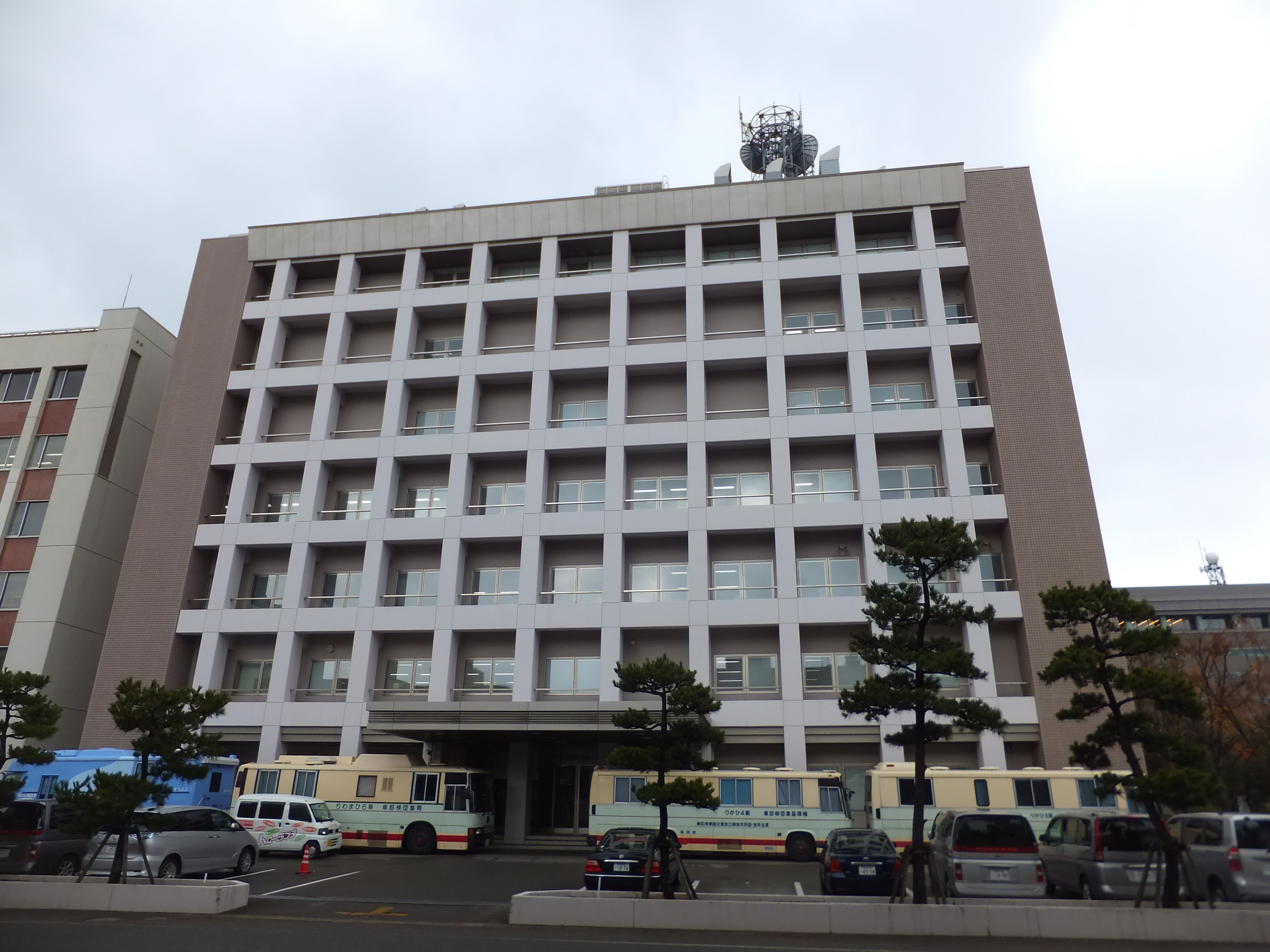
秋田県警察本部